# Callistemon viminalis
Callistemon viminalis är en myrtenväxtart som först beskrevs av Daniel Carl Solander och Joseph Gaertner, och fick sitt nu gällande namn av George Don jr. Callistemon viminalis ingår i släktet lampborstar, och familjen myrtenväxter. Inga underarter finns listade i Catalogue of Life.

## Bildgalleri

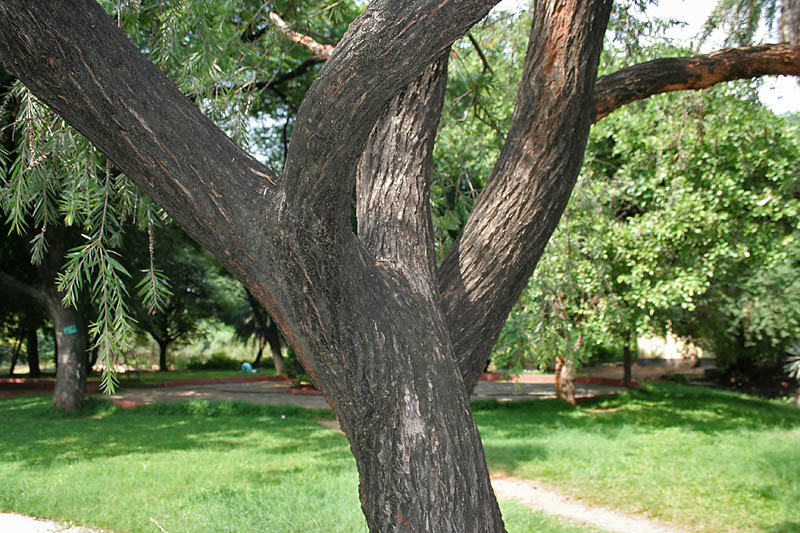
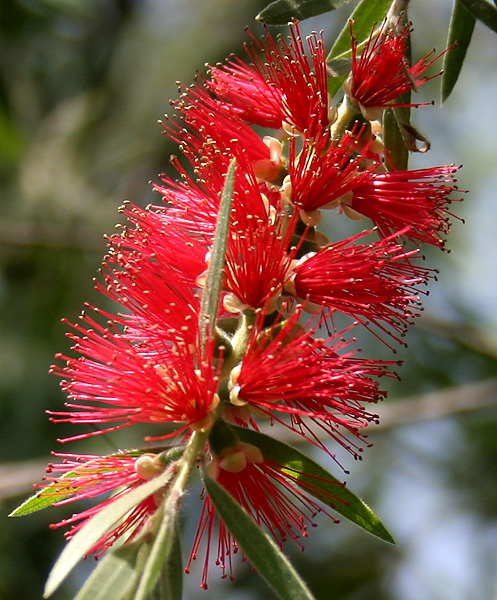
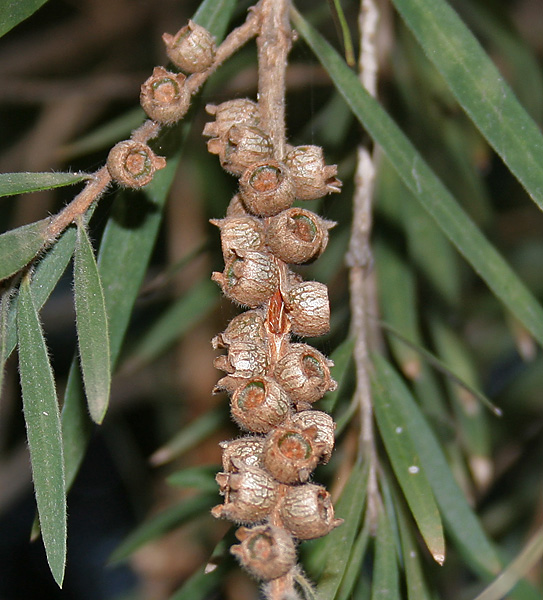
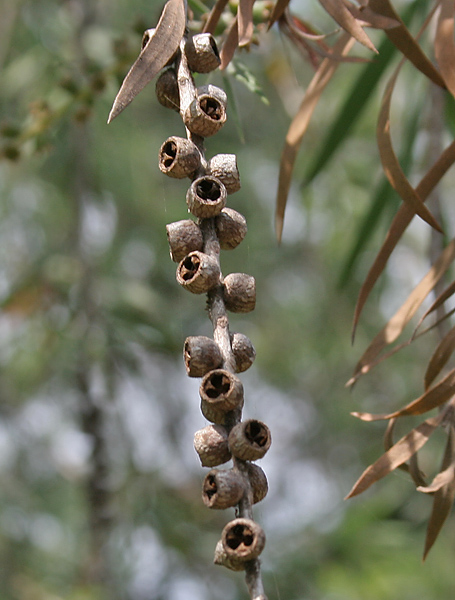
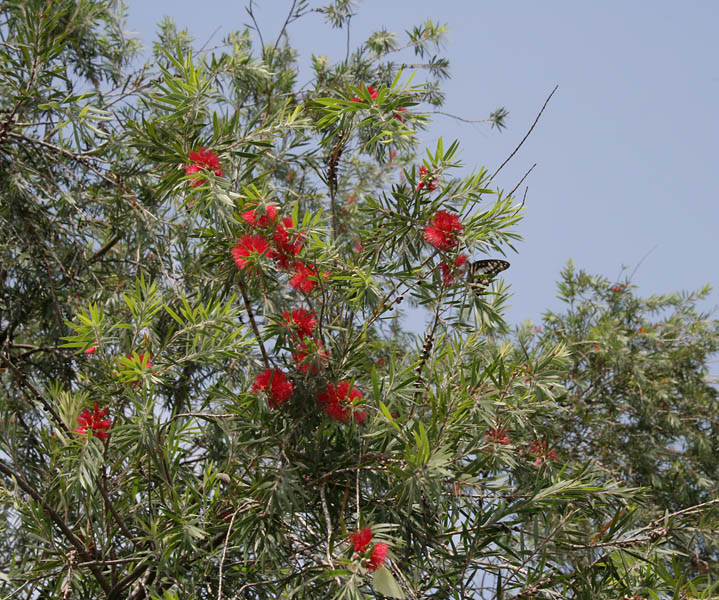
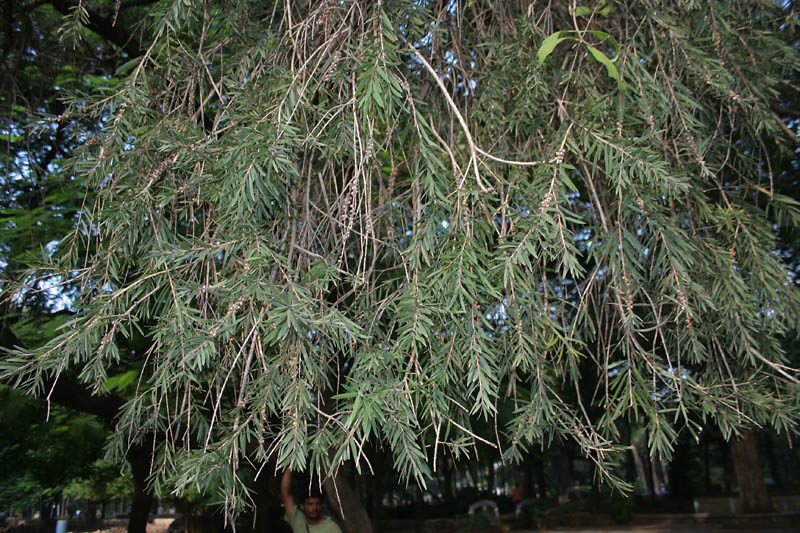